# دل ریو (تگزاس)
دل ریو، تگزاس(به انگلیسی: Del Rio, Texas) شهری در ایالت تگزاس از ایالات جنوبی ایالات متحده آمریکا است.